# Virgili
|  | Per a altres significats, vegeu «Virgili (desambiguació)». |

|  | No s'ha de confondre amb Vigili. |

Publi Virgili Maró, conegut habitualment com a Virgili (llatí: Publius Vergilius Maro; Andes, prop de Màntua, ca. 70 aC - Brindes, actual Bríndisi, 19 aC) fou un poeta romà, autor de les Bucòliques, les Geòrgiques i l'Eneida.

## Biografia
Virgili, fill del terrissaire Maró i d'una dona lliberta, anomenada Magia. El pare, home laboriós i intel·ligent, pogué recollir una petita fortuna, a força de treballs i privacions, cosa que li va permetre donar al fill una bona educació. Virgili estudià a Cremona fins als disset anys; el 15 d'octubre de 699 de la fundació de Roma vestí la toga viril i passà a Milà a continuar els seus estudis. Un any després el trobem a Nàpols dedicat al ple coneixement dels autors grecs, especialment d'Homer, Teòcrit de Siracusa i Hesíode, els quals va saber assimilar correctament, tal com es pot veure en les seues obres. També estudià quelcom de medicina, cosmologia, matemàtiques i filosofia. Adquirint, així doncs, una cultura molt universal i selecta, i sobresortint en el difícil art de saber utilitzar allò que s'ha aprés per aplicar-ho amb tota oportunitat en tots els casos en què una descripció o una simple menció d'un tema científic podia donar relleu o interès a llurs descripcions o enumeracions poètiques.
En la crònica d'Eusebi (addicionada per sant Jeroni) es diu que Virgili passà a Roma després d'haver estat a Milà, extrem que és objecte de discussió entre els biògrafs virgilians i que no ha estat esclarit encara. El que sí que resta plenament clar és que en l'any 705 de la fundació de Roma tornà a les seves terres de Màntua, on posseïa la modesta heretat paterna, que cuidava i administrava amb tanta assiduïtat com absència d'ambició. La vida del camp era llur encant i més ferma afició.
La taciturnitat, l'observació continuada, la tossuda reflexió, la memòria tenaç i la bondat i sinceritat eren les notes distintives del seu caràcter. Els seus biògrafs ens el presenten "corpore et statura grandi, aquilo colore, varia valetudino, facie rusticana", mentre d'altres el comparen a un Apol·lo, “de blanca cara, cabell ros, cos esvelt i delicat, veu sonora i maneres finíssimes”. Entre aquestes dues descripcions oposades no seria desencertat decantar-se per un terme mitjà. De la seva afició a la vida camperola s'originaren els seus deu poemes bucòlics anomenats Èglogues, vertader tresor de poesia camperola, que sense ser absolutament original, és un vertader primor artístic i literari.
Gai Asini Pol·lió era llegat del triumvir Marc Antoni, i en nom d'aquest governava la regió de Màntua l'any 713 (de Roma) quan foren repartides les terres de la regió entre els soldats d'Octavi. La hisenda paterna de Virgili tocà en sort a un centurió anomenat Arri, i en veure's el poeta despullat de la seva llar i patrimoni, es valgué de la seva amistat amb Asini Pol·lió, i de la que la unia amb Cornelius Gal, per tal que Octavi August retornés a Virgili la seva heretat paterna. El Cèsar va satisfer els desitjos dels amics del poeta i anomenà Alfeni Var governador de la Gàl·lia Transpadana, on radicaven les terres de Virgili. El nou governador havia estat condeixeble del poeta en l'escola de filosofia Sissó, i s'esforçà a satisfer els desitjos del seu amic, però la soldadesca tornà a apoderar-se de la finca de Virgili, i aquest es va veure no solament despullat de bell nou, sinó que va estar a la vora de morir víctima de la rapacitat dels soldats, havent de passar nedant el riu Minci per salvar la vida.
En aquell temps, Virgili havia ja escrit alguna de les seves famoses èglogues, i els seus amics l'aconsellaren que anés a Roma a implorar la clemència d'August. Tant aquest com el seu ministre i privat Mecenàs acolliren amb cura el poeta, i no solament li foren retornades les seves possessions, sinó que fins i tot se li atorgà una crescuda indemnització pecuniària. En dues de les seves millors èglogues, Virgili agraeix la llibertat dels seus egregis afavoridors i lamenta de passada els infortunis dels seus compatriotes. Virgili passà a residir en una casa del barri Esquilí de Roma, molt pròxima als jardins de Mecenàs. Allà reuní una escollida biblioteca, i restà constituït en el poeta àulic per excel·lència.
La cort d'August es complaia de veure's envoltada i celebrada pels millors enginys de les lletres llatines. Virgili compartia amb Horaci el favor de Mecenàs, i no és de meravellar que en escriure el seu primer poema, l'Eneida, i en cantar la genealogia de la família d'Octavi August entreteixís una corona de lloances i vaticinis tan grats com hiperbòlics en pro de la família imperial regnant. Es diu que en llegir a la seva llar August el cant en què Virgili fa desfilar els herois i successors de la família Octàvia, en descriure l'adveniment del jove Marcel (mort en la flor de llurs anys), i declamar aquell Tu Marcellus eris, tan famós en els grats vaticinis, l'emperador plorà d'emoció i regalà al poeta una enorme suma de sestercis.
A més d'Horaci, Virgili fou bon amic de Tibul, Properci, Agripa, Mesal·la i Asini Pol·lió. Gaudí d'una popularitat eixordadora i l'envoltà una atmosfera d'afecte i veneració no igualada en cap època anterior i posterior. Model de candor, de sinceritat, de gratitud i de benevolència amb tothom, Virgili assolí a ser el vertader model i prototipus de l'home perfecte i exemplar, dintre de la cosmogonia pagana. El seu amor a l'estudi fou considerable, i encara més ho fou la seva laboriositat i la cura amb què esporgava, corregia i esmenava cent vegades, si era menester, els seus versos. En totes les seves obres s'observa la cura i seny amb què el poeta s'esforçava a deixar per a la posteritat obres que resistissin els embats del temps.
Als trenta-quatre anys es retirà a Nàpols, per a dedicar-se a escriure el seu poema geopònic Les Geòrgiques, que va compondre per consell de Mecenàs, el qual desitjava encaminar les energies del poble romà a l'exercici de l'agricultura, en què veia una font de riquesa i prosperitat molt oblidada d'un poble guerrer, que necessitava, per altra banda, els tresors amagats en el si de la terra per a no finir esgotat per la penúria. Virgili acabà el 714 (de la fundació de Roma) el seu poema Les Geòrgiques i emprà els deu anys següents a escriure l'Eneida, el poema nacional dels orígens, grandesa i esplendor de Roma.
Per això s'encaminà a Grècia, visitant, a més, tots els llocs i comarques de l'Àsia Menor, on Homer enquadrà i emplaçà les accions de les seves epopeies. No li mancaren a Virgili ocasions ni motius d'inspiració per a la seva epopeia. Residí a Patres, Corfú, Creta i, sobretot, a Atenes, on el trobà August al seu retorn d'Orient. L'emperador de l'Orb volgué que el poeta l'acompanyés de nou a Roma, i així ho feu, però no havia desembarcat a Brindis l'any 19 aC quan morí a conseqüència de la seva dèbil i malaltissa complexió, menyscabada per les fatigues d'una turbulenta navegació.
Les seves despulles foren traslladades a Nàpols i respectant-ne la seva última voluntat foren incinerats en el camí de Puteoli (Pozzuoli) a 3 km d'aquella ciutat. En el seu sepulcre es posà aquesta inscripció, atribuïda al mateix poeta, tot i que sense una font clara:
| « | Mantua me genuit; Calabri rapuere; tenet nunc Parthenope. Cecini pascua, rura, duces. (Màntua m'engendrà. Els calabresos em retingueren. Ara em posseeix Nàpols. Vaig cantar els pastors, els camperols i els cabdills). | » |

Instituí hereus en Valeri Pròcul, a August, Mecenàs, Luci Vari i Ploci Tucca. Aquests dos últims foren qui cuidaren de les primeres transcripcions de llurs obres, sense que es posseeixi cap còdex contemporani, ja que les primeres conegudes són, com a molt antigues, del segle v o vi.

## Motius per escriure les obres
L'any 37 aC. va escriure les Èglogues o Bucòliques, poemes que exalten la vida pastoral, a imitació dels Idil·lis del poeta grec Teòcrit. Encara que estilitzats i idealistes dels personatges camperols, inclouen referències a fets i persones del seu temps. En la famosa ègloga IV, es canta l'arribada d'un xiquet que portarà una nova edat daurada a Roma. La cultura posterior hi va trobar un vaticini del naixement de Crist.
Entre el 36 i el 29 aC., va compondre Virgili les Geòrgiques, poema que és un tractat de l'agricultura, destinat a proclamar la necessitat de restablir el món llaurador tradicional a Itàlia.
Finalment, el poeta va dedicar onze anys a escriure L'Eneida, un poema en dotze llibres que relata les peripècies del troià Eneas des de la seva fuga de Troia fins a la seva victòria militar a Itàlia. La intenció evident de l'obra era la de dotar d'una èpica la seva pàtria, i vincular la seva cultura amb la tradició grega. Enees fuig de la ciutat de Troia en flames portant son pare Anquises a coll-i-bé i el seu fill Ascani de la mà. A Cartago, a la costa d'Àfrica, s'enamora d'ell la princesa Dido, la qual se suïcida després de la partida de l'heroi. A Itàlia, Enees venç Torn, rei dels rútuls. El fill d'Enees, Ascani, funda Alba Longa, i de la família reial d'Alba Longa van sorgir els bessons Ròmul i Rem, que fundarien la ciutat de Roma el 753 aC. Així, segons Virgili, els romans eren descendents d'Ascani i, per tant, del mateix Enees. L'estil de l'obra és més refinat que el dels cants grecs en què es va inspirar.
El perfecte vers de Virgili va ser elogiat i considerat exemplar en l'edat mitjana, alhora que l'Eneida era esmicolada com un tractat de filosofia i política, si no considerada l'obra d'un vident. L'esforç dels renaixentistes per unir el cristianisme amb la cultura clàssica va trobar en Virgili la seva principal referència.

## Obres

### Les Bucòliques
- Les Bucòliques és un poema inspirat en l'obra homònima del grec Teòcrit de Siracusa. Està compost per deu èglogues (aquí neix el nom del gènere, l'ègloga, tan conreat al Renaixement). Els seus protagonistes són pastors que canten en paisatges propis del locus amoenus però que es veuen pertorbats pels canvis polítics i la passió amorosa. El poema està escrit en hexàmetres i va gaudir de gran èxit. S'aprecia la influència de la poesia de Valeri Catul, entre d'altres. De forma dialogada en general, imitats molt directament (i en alguns versos fins i tot traduïts literalment) dels Eidyllia del poeta siracusà Teòcrit. S'ha de consultar l'estudi de l'hel·lenista Eichoff, Estudis grecs envers Virgili, que conté un pacient acarament dels texts virgilians amb el teocriteu, i es dedueix que Virgili només fou absolutament original en les Èglogues I, IV i VI. Enumerem l'argument i particularitats de cadascuna d'elles amb l'ordre amb què apareixen en les millors edicions virgilianes, prescindint del cronològic en què foren compostes. Els gramàtics i erudits posteriors a Virgili els donaren el nom d'Èglogues (Eclogae), que significa obra o producció selecta, afegint-les l'adjectiu bucolicae, per expressar el gènere camperol o idíl·lic al qual pertanyen.[2]

I.- Melibeu i Titiro. Com ja s'ha dit anteriorment, Virgili degué a August i Mecenàs la devolució llur hisenda que posseïa en terres de Màntua. Per expressar la seva gratitud als seus benefactors, el poeta fingeix un diàleg entre dos pastors, Titiro i Melibeu, que narren la satisfacció que omple a un d'ells per haver assolit l'anelha-da restitució de la llar paterna. Virgili realça el benefici imperial d'una forma tan discreta i elevada, que fa honor tant al seu enginy com al seu bon cor. Lloa la bondat del cèsar de manera digna i expressiva, però el seu objectiu va encaminat a implorar la commiseració del sobirà en favor dels seus conciutadans desposseïts i desvalguts. Titiro (que representa al mateix Virgili) canta feliç a l'ombra d'un faig, quan apareix Melibeu, trist i capcot, per veure's despullat de llurs terres i s'admira de veure en Titiro cantant feliç i content. Aquest li explica la raó de la seva felicitat, que no és altra que la benevolència del cèsar, que li ha restituït el que les hosts vencedores li arrabassaren. Melibeu s'alegra pel seu amic, però ensems es lamenta del seu infortuni. Al capvespre, Titiro convida al desventurat a pernoctar amb ell en llur modest tuguri.
Aquesta Ègloga fou composta l'any 41 (a. de Jesucrist): consta de 84 versos hexàmetres, dialogats molt hàbilment entre els dos pastors. Conté tants primors de dicció i sosté un to tan natural i discret, que passa amb raó com un model del seu gènere.
II.- Alexis. Una vegada, Virgili conegué a casa d'Asini Pol·lió a un esclau coper anomenat Alexandre, dotat d'una bellesa i discreció, que diuen l'inspirà aquest idil·li. Però igual que Teocrit, en el seu, titulat El Ciclop, havia tractat un afer molt semblant, s'ha de deduir la falsedat d'aquesta llegenda, que pretenia, a més, que Polión havia regalat el ta esclau a Virgili i que aquest li feu donar una sòlida educació, fins que Alexis en famós literat. Aquesta tradició no reposa sobre cap fons de realitat. El pare Juvènci té per aquesta ègloga i llur argument una apreciació tant severa com justa. L'ègloga consta de 73 versos hexàmetres, molts dels quals són vertaders apotegmes o epifonemes, tant sentenciosos com plens de profunda observació.
III.- Menalcas, Dametas i Palemón. Dos pastors joves, Menalcas i Dametas, es troben al bosc i discuteixen sobre la propietat de llurs ramats. Després d'ultratjar-se, acaben per concertar una lluita pacifica sobre qui d'ells entonarà cants més bells i harmoniosos. Palemón, designat coma jutge del certamen, es confessa perplex per atorgar el premi. Els temes poètics dels Idil·lis V i VI de Teòcrit es troben aquí fidelment reproduïts. A més, intercala Virgili en els cants d'ambdós pastors un elogi en favor de l'enginy poètic del seu protector Asini Pol·lió. Aquest idil·li resta en forma dialogada i consta de 111 versos, també hexàmetres, tots d'una perfecció i tècnica mètrica insuperables.
IV.- Polió. Aquesta ègloga va dirigida a vaticinar el naixement d'un nen la qual vida ha de ser una era de pau, benaurança i prosperitat per tota l'orb. El to de pomposa i àuria grandiloqüència, la majestat èpica en què Virgili entona i pronuncia el vaticini, té pocs precedents en totes les literatures. Hi ha versos que constitueixen altres tants epifonemes aplicables a tot un regnat pròsper, a tota nació feliç i a tota raça redimida d'opressions i tiranies. Però des que Virgili va escriure aquesta ègloga fins als nostres dies, la mateixa ha estat objecte de tota classe d'interpretacions, comentaris i conjectures, més o menys felices. Evocant els oracles de la sibil·la de Cumas, Virgili es limita a anunciar el naixement d'un “nen prodigiós” que ha de tornar el món a l'Edat d'Or. Uns volen que aquest nen sigui un fill d'Asini Pol·lió, al qual Virgili dedica l'ègloga, i que nasqué sent Pol·lió encara cònsol, després d'haver negociat la pau entre els triumvirs que havien d'assegurar la tranquil·litat d'Itàlia. Altres veuen en el “nen” una al·lusió al jove Marcel, fill d'Octàvia, germana d'August i d'altres al seu fillastre Drus, fill de  Tiberi ClaudiNeró i de Lívia Drusil·la. Però el crític Eduard Toda aspira que el puero nascente fave Lucina al·ludeix al mateix Octavi August, el qual naixement suposa que inspira el cant profètic amb què l'ègloga comença anunciant l'auri edat de pau i ventura que vindria amb el reialme d'August, sobretot des del consolat de Pol·lió, ja que mitjançant aquest es pactà la pau de Brindis, que tothom esperava que asseguraria la tranquil·litat i la felicitat del món romà.
En els primers segles del Cristianisme tingué especial ressonància aquesta ègloga, en el que molts volgueren veure un vaticini del naixement del Jesucrist i de la missió redemptora pel llinatge humà que venia a desenvolupar entre els homes. Per Eusebi s'ha servat una fidel versió grega d'aquesta ègloga, que l'emperador Constantí llegí en el Concili de Nicea, declarant que a ella devia la seva conversió al cristianisme. I afegeix Gibbon que, si aquest punt és cert, Virgili mereix assolir un lloc molt senyalat entre els predicadors de l'Evangeli un segle abans d'haver estat anunciat. Són molts els versos d'aquesta composició que amb una mica de bona voluntat poden ser aplicats a la vinguda del Messies; però n'hi ha d'altres que ni quadren perfectament amb la divinitat del Fill de Déu, ni concreten adequadament llurs atributs, ni ofereixen la reverència i dignitat amb què sol ser lloada la personalitat del Redemptor. Aquest ègloga, composta l'any 40 (a. de J. C.) consta de 63 versos hexàmetres, i fou dedicada a Gai Asini Gal Saloní, el fill de Polió, nom que intitula l'ègloga, i que sembla ser, en realitat de veritat, l'inspirador de la tan disputada obra poètica. Finalment, no s'ha d'oblidar el testimoni d'Asconi, que afirma haver rebut de llavis del mateix Asini Gal la declaració de què Virgili compongué aquesta ègloga exclusivament en honor seu.
V.- Dafnis. Virgili presenta en aquesta ègloga a dos pastors, un dels quals, Mopso, descriu el dolor de les Nimfes i de tota la Naturalesa, per la mort de Dafnis, fill de Mercuri i d'una Nimfa siciliana, que fou el nou Orfeus i el personatge de més relleu en la poesia bucòlica. L'altra pastor, que és el mateix Virgili, canta l'apoteosi i epitafi de Dafnis. Certes al·lusions i girs poètics d'aquesta composició fan creure que Virgili vol presentar, amb la ficció de Dafnis, la figura de Cèsar assassinat pocs anys abans. Si aquesta ègloga inclou en realitat aquesta al·legoria apoteòsica de la figura del genial dictador. S'ha de confessar que Virgili es mostrà habilíssim al tresar-la. Consta de 90 versos hexàmetres està escrita en forma dialogada entre els pastors Mopso i Menalcas, i en res cedeix en puresa de dicció i primors descriptius, a les èglogues anteriors.
VI.- Sileno. Després de la victòria de Perusa, el març de 714 de la fundació de Roma, Octavi anomenà a Lucio Alfeno Varo prefecte de la Gàl·lia Cisalpina, junt amb el cavaller romà Corneli Galo. Malgrat que Màntua sofrí no poc amb el govern d'ambdós, com que Virgili el devé la devolució de llur hisenda paterna, encara que es mostrés afligit pels infortunis de llurs paisans, volgué mostrar llur gratitud a Varo i Galo, i amb aquest fi va compondre en el seu honor aquesta ègloga. En la mateixa hi ha alguns versos (64-73) lloant exclusivament en Galo, i també introdueix l'ancià Sileno, amic i company de Baco, el qual exposa els orígens del món, segons la teoria d'Epicur. Aquesta ègloga, més filosòfica que lideraria, però exuberant de poesia i descripcions viscudes, ha estat objecte de molt doctes comentaris de part d'Eliano, Batteux, Fontenelle i Villemain. Està escrita en forma narrativa i consta de 86 versos.
VII.- Melibeu. Virgili introdueix en aquesta composició un col·loqui entre tres pastors, Melibeu, Ciridó i Tirsis, que anomenen a Dafnis jutge de llur comtessa poètica. Coridó és l'agraciat amb el premi. En l'Ègloga III es veié com dos pastors litigaven poèticament, però expressant idees i pensaments semblants, mentre que, en aquesta, descriuen objectes i emeten sentiments oposats. Consta de 70 versos.
VIII.- Farmaceutria. Assini Polió, el protector de Virgili, era un crític literari tan mordaç i sever, que gosava vituperar l'estil de Salustius, assenyalava faltes en la dicció de Ciceró i no tolerava l'estil del mateix Titus Livius, però, per contra, trobava totes les perfeccions en la labor poètica i estilística de Virgili, de tal manera, que aquest, en oferir-li aquesta ègloga, li deia: Accipe jussis carmina coepta tuis (Rep aquest versos, fets per encàrrec teu). Aquesta ègloga, escrita en forma de diàleg entre els pastors Damón i Alfesibeo, consta de dues parts. En la primera es conté el lamentar desesperat d'un pastor que es veu abandonat per llur estimada Nise per un rival, i els recursos de màgia supersticiosa de què una fetillera es val perquè Dafnis torni a l'amor d'una muller que refusà. En la segona part el poeta imita i en part tradueix el segon idil·li de Teocrit, titula La fetillera, obra mestra d'hel·lenisme literari. Aquesta obra fou escrita l'any 39 (abans de J. C.) quan Assini Polió, victoriós dels parts, residia en la Dalmàcia. El poeta el felicita per la seva victòria i li envia l'ègloga, que consta de 109 versos.
IX.- Meris. Quan el saqueig de les terres de Virgili pel centurió Arrio, aquell ple de tristesa, surt de Màntua i encomana al seu majordom que acati submisament totes les ordres de l'usurpador, mentre ell se n'anava a Roma per obtenir la devolució d'aquelles. En aquesta ègloga apareixen Meris (el majordom de Virgili), que vol oferir dons a Arrio per ablanir-lo, i trobà pel camí a Licides, al qual narra els infortunis del seu amo Menalcas (que és Virgili). Lícides manifesta llur estranyesa, car creia que el tal Menalcas, mercès a llurs poesies, restava a cobert de tot vexació i rapinya. Llavors Meris i Líciades entonen a cor una lamentació sobre els infortunis del poeta. Aquesta ègloga té 67 versos, i està en forma dialogada.
X.- Galo. Caius Cornelius Galo, el bon amic i protector de Virgili, estimava amb passió a Volumnia, lliberta de Volumni Eutrapelo, a la que cantava amb el nom de Licoris, malgrat que abans havia pertangut a Marc Antoni, el triumvir, amb el nom de Citeris. La tal Volumnia fugí de Galo, seguint una altra amant que partí amb l'expedició d'Agripa contra els germans en l'any 716. Galo, així abandonat, concebé tal dolor i tristesa, que fou menester que Virgili, mitjançant aquesta ègloga, el reconfortes i aixequés l'ànim abatut. Galo persisteix en llur abatiment i declara desitjar tota classe de béns a llur Licoris, proclamant, ensems, l'excel·lència i imperi de l'amor. Aquesta ègloga fou escrita l'any 37 (a. de J.C.), sent Galo cap dels exèrcits d'Octavi en el litoral italià, amenaçat per les flotes de Sexto Pompeio. Consta de 77 versos.

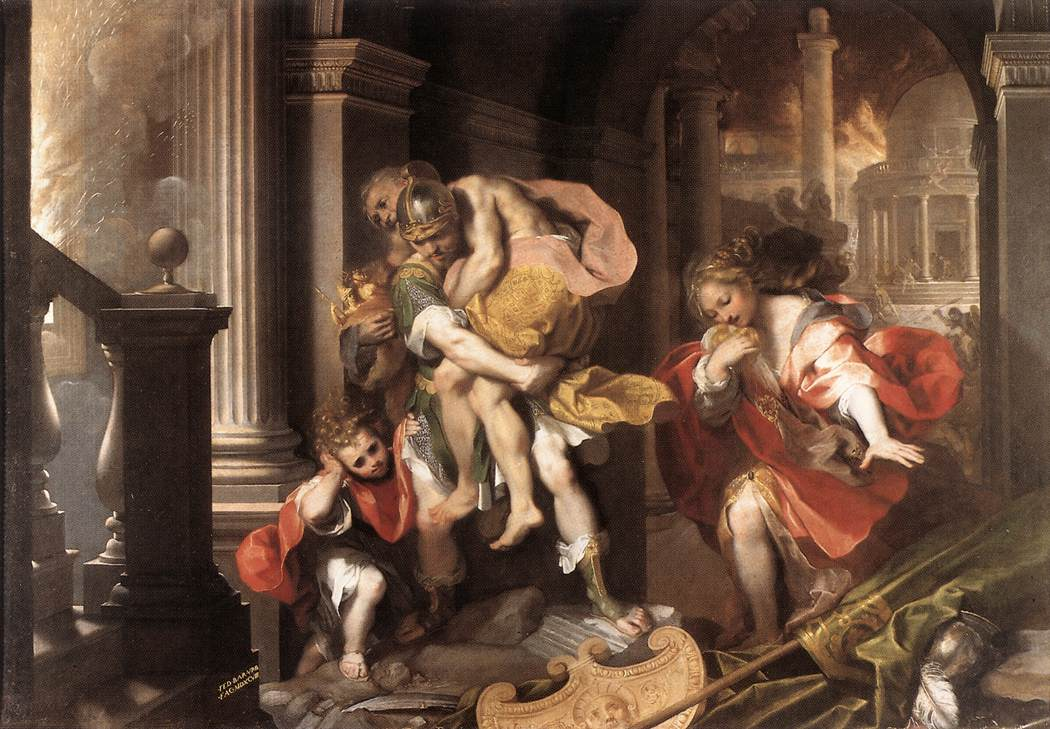
Enees sortint de Troia, per Federico Barocci, 1598

### L'Eneida
- L'Eneida és un poema èpic escrit el segle i aC per explicar la història d'Enees, un heroi que fuig de Troia i acaba sent el fundador mític de Roma. És una de les obres més famoses de la literatura llatina i el seu inici ("Arma virumque cano") és una de les frases cèlebres de la història de la literatura. La influència d'Homer és evident en la seva composició i estil. L'Eneida es divideix en dues parts. Els primers sis llibres, que segueixen de prop el model de l'Odissea, narren el viatge del protagonista cap a la península Itàlica, mentre que la segona part (llibres VII-XII), que s'inspira en la Ilíada, narra les guerres que van tenir lloc en aquest territori.[4]

#### Recepció

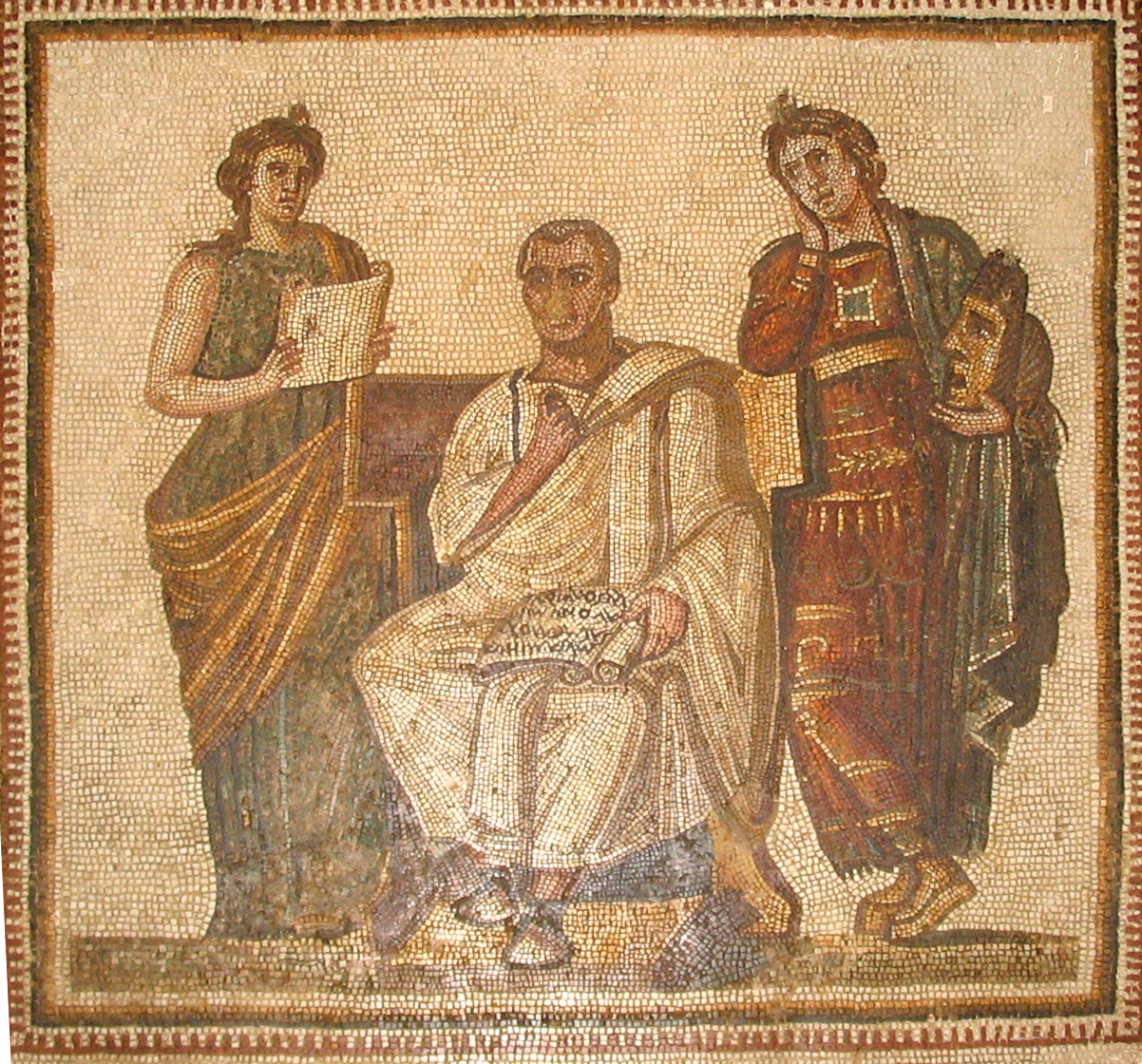
Mosaic tunisià del de Virgili assegut entre Clio i Melpòmene (provinent d'Hadrumet (Sousse)

Els crítics de l'Eneida es focalitzen en una seguit de temes. El to del poema, com un tot, és un particular tema de debat, ja que alguns consideren el poema com definitivament pessimista i políticament subversiu al règim d'August, mentre que altres ho veuen com una celebració de la nova dinastia imperial. Virgili fa ús de la simbologia del règim d'August, i alguns estudiosos veuen una estreta relació entre August i Enees, un com a fundador i l'altre com a re-fundador de Roma. Al poema s'ha detectat una forta teleologia o la conducció cap a un clímax. L'Eneida està plena de profecies sobre el futur de Roma, les obres d'August, els seus avantpassats, i els romans famosos, i les Guerres púniques, l'escut d'Enees, encara que representa la victòria d'August a Àccium contra Marc Antoni i Cleòpatra VII al 31 aC. Un altre focus d'estudi és el caràcter d'Enees. Com a protagonista del poema, Enees sembla oscil·lar constantment entre les seves emocions i el seu compromís amb el seu deure profètic de fundar Roma, els crítics assenyalen la ruptura del control emocional d'Enees en les últimes seccions del poema on el "piadós" i "just" Enees mata a Turnus sense pietat.
L'Eneida sembla haver estat un gran èxit. Virgili es diu que va recitar els llibres 2, 4, i 6 a August; el llibre 6 sembla que va causar una impressió a la germana d'August, Octàvia, qui va estar a punt de desmaiar-se. Per desgràcia, el poema va quedar inconclús a la mort de Virgili el 19 aC.
La frase varium et mutabile semper femina és probablement, fins avui, una de les més citades de l'obra.

### Les Geòrgiques
- Les Geòrgiques són uns poemes, el segon en importància d'entre els que va escriure, la intenció és glossar i informar sobre les tasques agrícoles, a més de representar una lloança de la vida rural. El poema està dividit en quatre llibres, té un caràcter didàctic i consta de 2188 hexàmetres. Té el seu origen en Els treballs i els dies d'Hesíode. Virgili la va dedicar de manera especial als seus benefactors, August i Mecenàs (al qual s'invoca en l'inici de cada llibre). L'obra serveix d'il·lustració d'algunes de les tasques desenvolupades en el camp (recol·lecció, sembra ...), d'explicació del funcionament de les estacions de l'any i de les característiques climàtiques.[7]

### Appendix Vergiliana
- Un conjunt d'obres menors conegut com a Appendix Vergiliana , atribuïda a Virgili en l'Antiguitat, però de l'autenticitat de la qual dubten bastants especialistes moderns, en què es recullen poemes com Culex, Dirae, Moretum, Atenía, Priapea, i Cataleptum.[8]

### Obres atribuïdes
- Ciris o la Garsa.[9]

És una espècie d'ègloga, de sabor i contextura molt virgilians, però descaradament apòcrifa, que canta els amors de la faula de Niso i Scila.
- Caupona o la Taverna.[10]

És una descripció molt realista, escrita en impecable hexàmetres, que consta de 40 versos elegíacs (hexàmetres i pentàmetres) en què l'autor descriu les delícies i els primors bàquics de certa taverna de Roma. És tan apòcrifa com l'anterior.
- Moretum o l'Almadroc.[11][12]

Tracta de la preparació d'una salsa d'alls i formatge.
- Cúlex o el mosquit.[13]

Petit poema burlesc, format per 413 versos hexàmetres, en la que s'introdueix la figura d'una mosca difunta, que canta les deformitats i setges del mosquit i reclama ensems els honors de la sepultura. És tan apòcrif com les altres obres anteriors. Es troben aquestes obres en les col·leccions de Nisard, Breal, Lemerre i en moltes antologies llatines.

## Imitadors de Virgili
En les veus Eneida, Ilíada i Odissea està ja estudiada la imitació, o, millor dit, la discreta i genial adaptació que Virgili sabé fer d'Homer, en la poesia èpica, i de Teocrit, Bión i Mosco, en la liricobucòlica. Virgili ha tingut molts imitadors en les literatures al segle d'or d'August, en què florí el poeta llatí.
- .-En la literatura catalana.

Dintre de la literatura catalana ocorre la coincidència singular de què la influència dels poetes italians de Renaixement, infiltra en els de Catalunya l'esperit clàssic, del que Virgili sol ser element preponderant.
Així veiem que en Mossèn Grulla, l'Antoni Vallmanya, en Pere Torroella i d'altres anteriors a Ausiàs March apareixen elements bucòlics que recorden molt de prop les Èglogues virgilianes. Fra Antoni Canals, Vilaregut, Bernat Metge i el marquès de Villena també ofereixen reminiscències d'aquesta escola, que arriba al seu apogeu després amb Colomer, Jaume Pau, Miquel Carbonell i Joan Margarit.
La influència d'Ovidi, no obstant, és molt més notable en ells que la de Virgili. Al renéixer les lletres catalanes en el segle xix, la poesia bucòlica va tenir gran predicament, i així veiem en les primeres rimes de Rubió i Ors, Víctor Balaguer, Francesc Pelagi Briz, una marcada tendència al gènere camperol, imitat de Virgili.
El poema La Masia dels amors, de Briz, és el millor comprovant de tal asserció. Les primeres temptatives poemàtiques de Jacint Verdaguer manifestaren igual tendència, com es pot veure a Jordi i Guideta, Lo roser del Mas d'Euras, i d'altres obres de l'autor de L'Atlàntida.
Posteriorment Apel·les Mestres (Los dos Cresos i La cigala i la formiga), Joaquim Ruyra (El pays del plaher), Josep Carner (Fruits saborosos) i algunes poesies de Josep Maria de Sagarra, ostenten amb tot el vigor del llur propi personalisme l'herència virgiliana.